# میکل ریدشدت
 میکل ریدشدت (انگلیسی: Michael Ryderstedt؛ زادهٔ ۱۲ نوامبر ۱۹۸۴) یک تنیس‌باز اهل سوئد است. 